# Livni
Livni (en rus: Ливны) és una ciutat de l'óblast d'Oriol, a Rússia, segons el cens del 2023 tenia 42.928 habitants. És la capital del districte (raion) homònim. Es troba a la vora del riu Sosna, un afluent del Don, a 140 km al sud-est d'Oriol, a 258 km al nord-est de Kursk, a 154 km a l'oest de Lípetsk, a 205 km al nrod-oest de Vorónej i a 458 km al sud de Moscou.

## Història
L'origen de la vila sembla remuntar-se a la creació d'una fortalesa de fusta anomenada Ust-Livni, a la vora del riu Livenka, el 1556. Però també podria tenir una fundació anterior a la invasió mongola de Rússia. La fortalesa jugà un paper important protegint la frontera meridional de Moscòvia, contra una incursió dels tàtars de Crimea. Trenta anys més tard, Ivan el Terrible encarregà al príncep Massalski construir la vila de Livni, protegida per la guarnició de la fortalesa. Però fou saquejada i incendiada en diverses ocasions pels tàtars. El 1606, els habitants de Livni es rebel·laren contra Borís Godunov, mataren el governador i proclamaren la seva adhesió al tsar Demetri I el Fals. Dos anys després, Ivan Bolótnikov escollí Livni com a base de les seves operacions militars contra Basili IV.
El 1618, la vila, que era tot de fusta, fou incendiada pels cosacs de Petró Sahaidatxni, i fou novament atacada el 1661. Després dels atacs dels tàtars, la vila entrà en un període de prosperitat. Durant el segle XIX, Livni esdevingué un centre comercial important de la regió.
Durant la Segona Guerra Mundial, la ciutat fou ocupada per l'Alemanya nazi del 26 de novembre de 1941 al 25 de desembre del 1941, quan fou alliberada per l'Exèrcit roig del front de Briansk.